# Internationale Koloniale en Uitvoerhandel Tentoonstelling (Amsterdam)
De Internationale Koloniale en Uitvoerhandel Tentoonstelling (Frans: Exposition Universelle Coloniale et d'Exportation Générale), ook wel Wereldtentoonstelling van 1883 genoemd, was een koloniale tentoonstelling die van 1 mei tot 1 oktober 1883 werd gehouden in Amsterdam. Het was de eerste wereldtentoonstelling die werd gehouden om koloniale handel en rijkdommen te presenteren.
De wereldtentoonstelling vond plaats achter het in aanbouw zijnde Rijksmuseum op het ijsclubterrein (tegenwoordig het Museumplein). De tentoonstelling trok minstens een miljoen bezoekers. Ook in 1887 en in 1895 vonden in Amsterdam wereldtentoonstellingen plaats.

## Tentoonstelling
De initiatiefnemer voor de wereldtentoonstelling van 1883 was de Franse ondernemer Edouard Agostini, die ook bij de wereldtentoonstelling van 1878 in Parijs was betrokken. Agostini presenteerde in 1880 zijn plan aan de stad en aan koning Willem III. De Nederlandse regering weigerde in eerste instantie het evenement te financieren, maar Agostini wist geld voor het project te verkrijgen bij Belgische en Franse investeerders.
De wereldtentoonstelling vond plaats op het evenementenveld achter het in aanbouw zijnde Rijksmuseum, tegenwoordig bekend als het Museumplein. Het hoofdgebouw in "Moorse" stijl, ontworpen door de Franse architect Paul Fouquiau, werd gebouwd van hout bedekt met gips en geschilderd doek om de indruk van marmer te geven. Tussen de twee grote torens hing een groot doek in "Indiase" stijl met gipsbeelden van olifantenhoofden en andere dieren.
In het gebouw waren 28 landen vertegenwoordigd met paviljoens, waaronder Japan, de Verenigde Staten, China, Canada, Turkije, Siam (Thailand) en Transvaal. Te zien in het hoofdgebouw waren onder andere een telefoontoestel, hout- en metaalbewerkingsmachines en een brandkast waar wel acht mensen in pasten.
Andere gebouwen op het tentoonstellingsterrein waren onder meer een muziekpaviljoen, het paviljoen van de stad Amsterdam, het Nederlandse koloniale paviljoen, een Japanse bazaar, winkels en Nederlandse, Engelse en Duitse restaurants. Het terrein werd doorsneden door een gracht met een brug van bamboe en een Chinese jonk.

## Paviljoens

### Nederlandse koloniale paviljoen

Het Nederlandse paviljoen

De Nederlandse oriëntalist Pieter Johannes Veth was verantwoordelijk voor de invulling van het Nederlandse koloniale paviljoen. Hij schreef daarnaast ook de catalogus voor dit belangrijkste paviljoen op de tentoonstelling. Voor het paviljoen stond een standbeeld van Jan Pieterszoon Coen die (als gouverneur-generaal van Nederlands-Indië) voor een belangrijk deel verantwoordelijk was geweest voor de verovering van de Indonesische archipel. In het paviljoen was een gedeelte met producten als tabak en rubber.
In het Koloniaal paviljoen werd ook een indruk gegeven van de flora en fauna in de Nederlandse koloniën; er was een tentoonstelling van levende en opgezette dieren te zien. Conservator van het Rijksmuseum van Natuurlijke Historie Fredericus Anna Jentink - die het jaar erop directeur van datzelfde museum zou worden, was een van de verantwoordelijken voor de organisatie van 'Groep1, klasse 6 - Fauna' op de tentoonstelling. Hij cureerde de inzending van de verschillende dieren en schelpen, boeken en prenten die uit zowel de West-Indië (Suriname en het Caribisch gebied) als uit Oost-Indië (Nederlands-Indië) ingestuurd werden. Andere inzendingen betroffen onder ander een levende Maleisische beer uit Borneo (ingezonden door Daniel Veth), een levende koningstijger (uit Lampongs, Zuid-Sumatra) en twee gekooide papegaaien (een rode en een blauwe) uit Suriname. Naast deze levende beesten waren honderden opgezette dieren te zien. Zo had politicus, ontdekkingsreiziger en natuurwetenschapper Samuel van Musschenbroek een paradijsvogel - die hij had gekregen van een inlandse jager op het eiland Waigeo tijdens een van zijn reizen - ingestuurd voor de tentoonstelling. Van Musschenbroek noemde de paradijsvogel ''Paradisea Guilielmi III'', de Koning Willem III paradijsvogel. Tijdens de tentoonstelling was de vogel - opgezet onder een glazen stolp - te zien door het publiek. Maar ook opgezette dieren uit de reeds bestaande collecties van bijvoorbeeld Artis (''zoogdieren uit den Indischen Archipel'') werden in het paviljoen getoond. Ook vele vogels die waren doodgeschoten tijdens jachtpartijen door Nederlandse ambtenaren als J.H.W. Freytag Jr en F. von Faber konden door het publiek bekeken worden. Jentink, die hielp de collectie vogels van Freytag te cureren noemde als eerbetoon aan deze verzamelaar een mus naar hem, de mus Faberi. Ook dr. Huibert Johannes Veth (entomoloog, directeur van het Bataafsch Genootschap der proefondervindelijke wijsbegeerte en zoon van Pieter Johannes Veth (eerste voorzitter van het Koninklijk Nederlands Aardrijkskundig Genootschap) had zes dozen met vlinders uit Nederlands-Indië ingestuurd.
Naast het Nederlandse paviljoen was er een Javaanse kampong met acht houten en bamboe huizen uit verschillende Indische regio's nagebouwd waarin tijdens de tentoonstelling Sumatranen, Sundanezen en Javanen Indische ambachten toonden. Deze Indische nederzetting was een idee van Daniël David Veth, de zoon van Pieter Johannes Veth. Veth was een jaar voor de tentoonstelling naar Nederlands-Indië om toe te zien op de voorbereidingen ter plaatse; zo hield hij zich bezig met het verzamelen, inpakken en verschepen van objecten, dieren en mensen vanuit Nederlands-Indië naar Nederland. Ook bij eerdere wereldtentoonstellingen in Londen en Parijs waren indertijd inheemse dorpen te zien geweest; de Indische kampong op de Nederlandse tentoonstelling was echter de eerste die min of meer het middelpunt van de tentoonstelling zelf was.

### Surinaams paviljoen

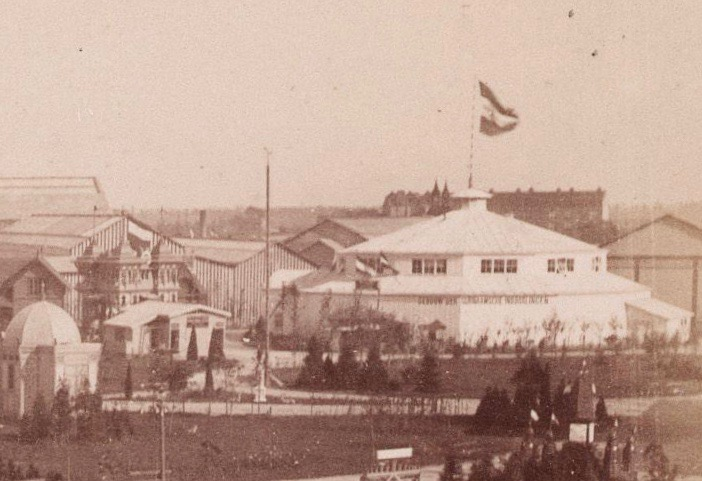
Het Surinaamse paviljoen

Naast de Javaanse kampong was op het terrein ook een tentoonstelling over Surinaamse stammen ingericht; ook wel het Surinaamse dorp genoemd. In een paviljoen op het terrein waren huisjes en hutten naar Surinaams voorbeeld gebouwd waarin zo'n achtentwintig etnische inwoners van Suriname - Creolen, Karaïben, Arowakken, Marrons - zes maanden toonden hoe zij woonden en werkten. Fotograaf Friedrich Carel Hisgen maakte samen met de Franse geograaf Roland Bonaparte diverse foto's van de Surinaamse families. In 1894 werden de foto's gepubliceerd in Les Habitants de Suriname; notes receuillies à l'exposition coloniale d'Amsterdam en 1883. 

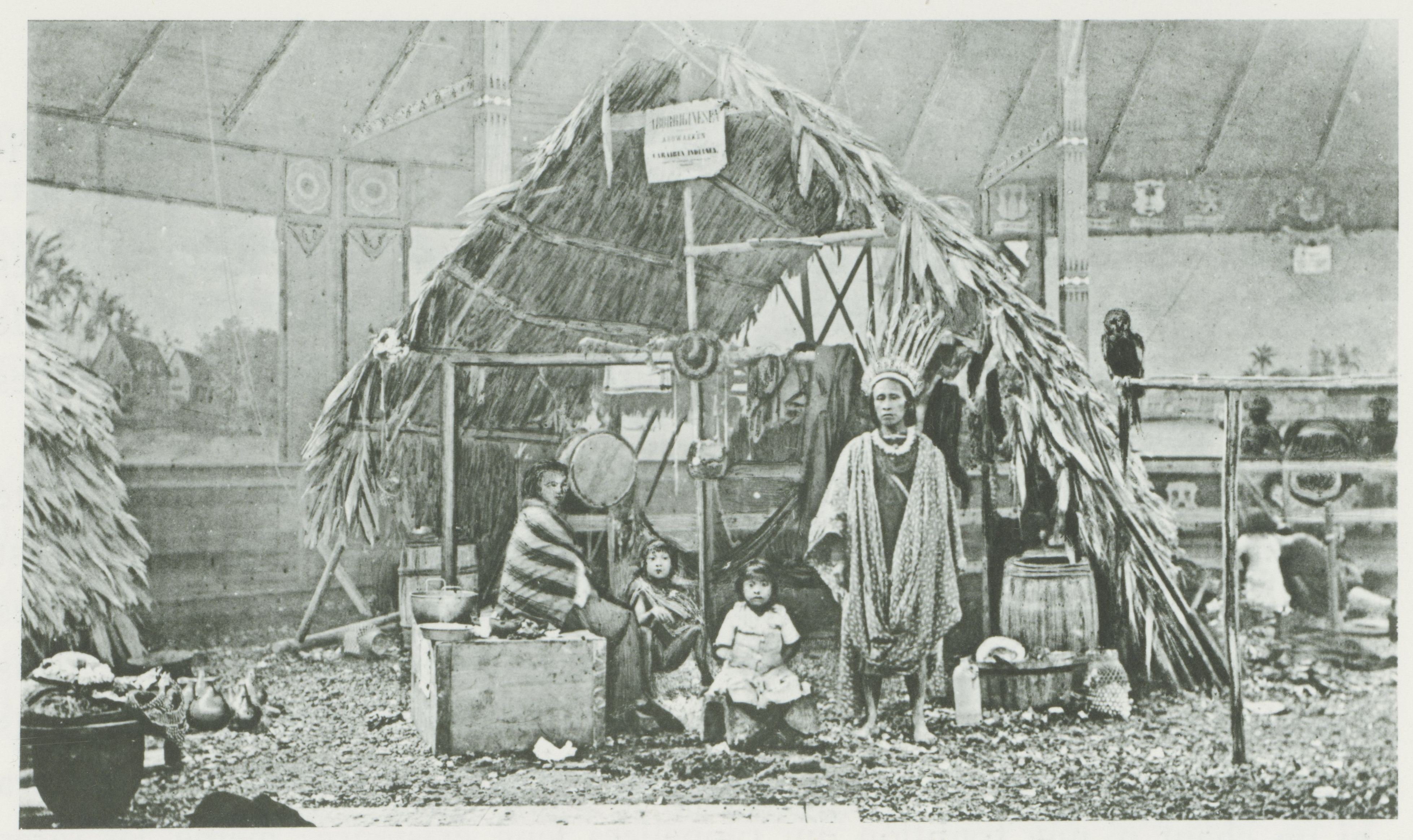
Groepsportret van de familie Ka-ja-Roe
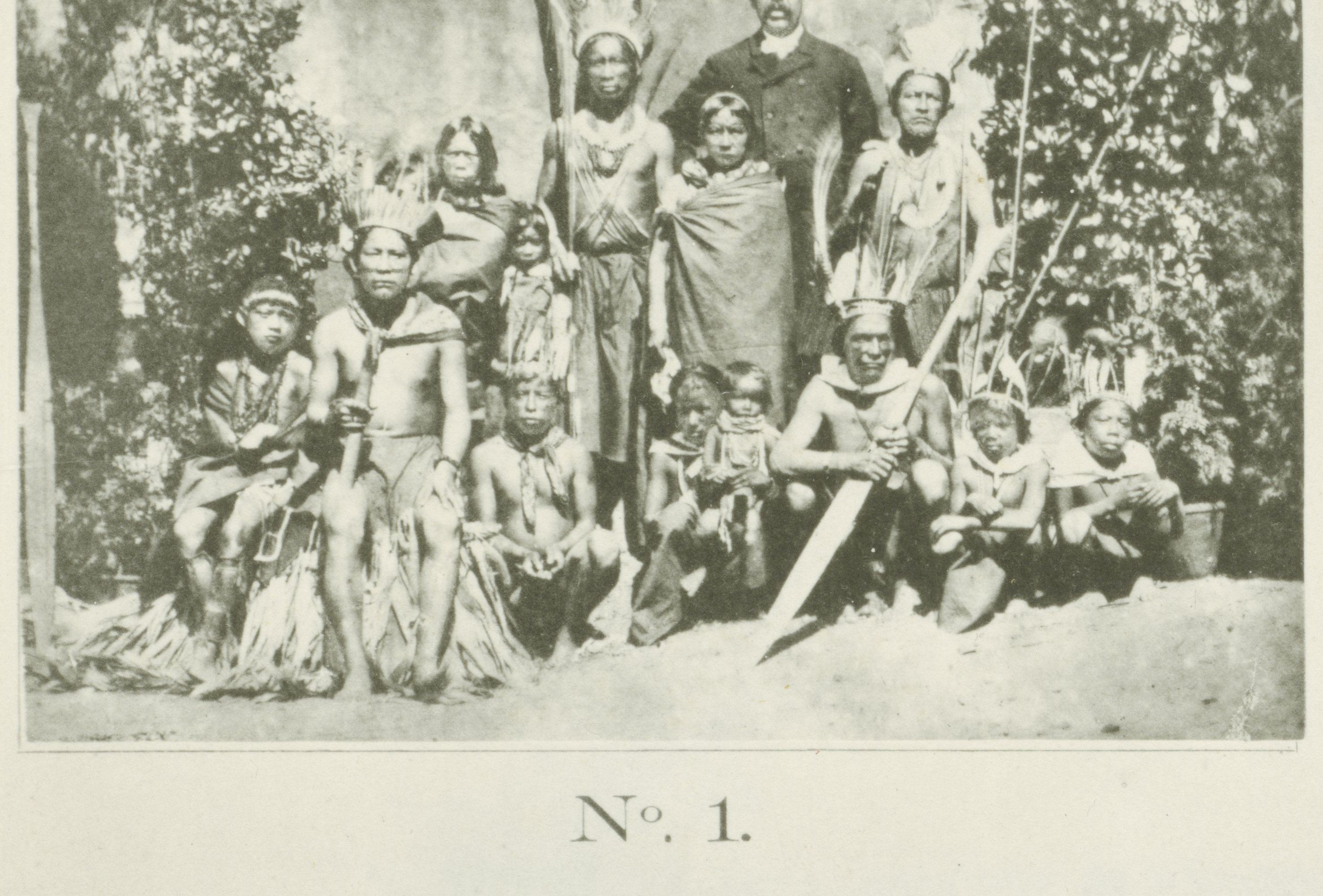
Groepsportret van Surinaamse Arowakken en Caraïben
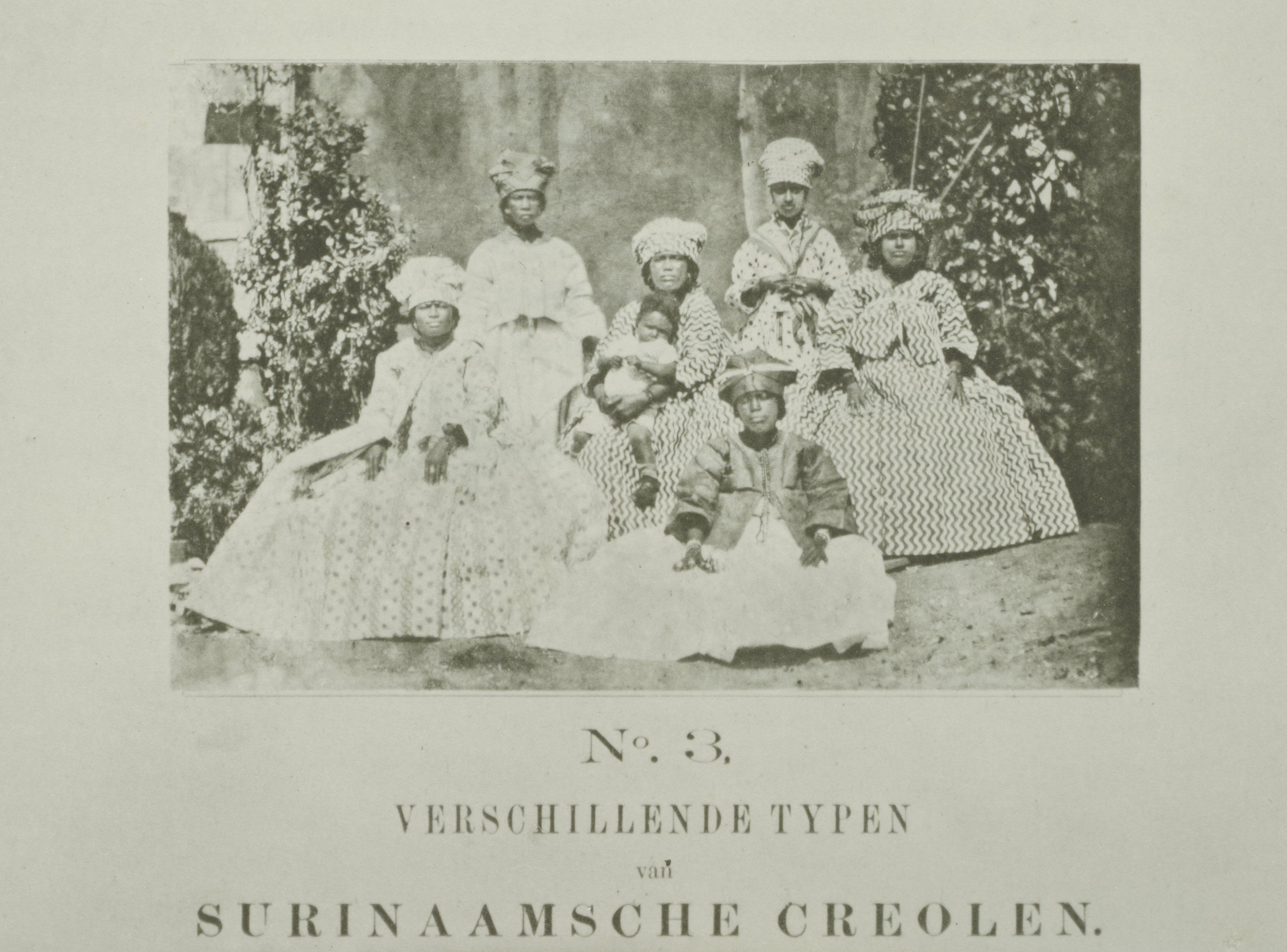
Groepsportret van Creoolse vrouwen gebruikt in de tentoonstelling Slavernij in het Rijksmuseum in Amsterdam (2021)
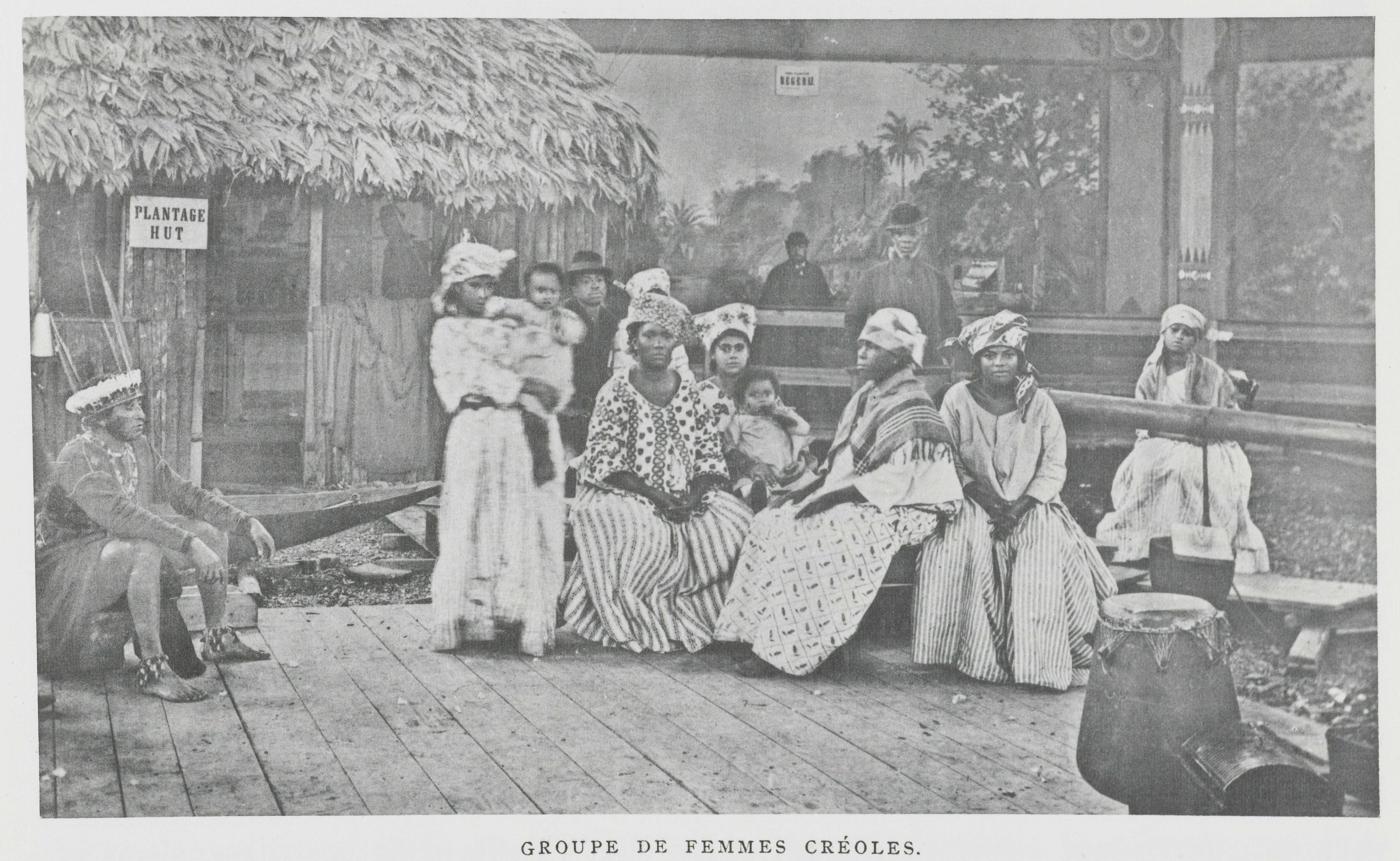
Groepsportret van Creoolse vrouwen

### Amsterdamse paviljoen
Ook de gemeente Amsterdam had een paviljoen op de tentoonstelling opgericht; hierin konden onder andere verschillende tekeningen van openbare werken bekeken worden. Verschillende van deze tekeningen waren gemaakt door Pieter Springer, architect en tekenaar op het bureau van Dienst der Publieke Werken die deze in zijn vrije tijd had moeten vervaardigen.

### Machinegalerij
In de machinegalerij op het terrein waren diverse machines in werking te zien. Zo werden op de pers van stoomdrukkerij 'De Brakke Grond' de duizend exemplaren van de dagelijkse Tentoonstellingscourant gedrukt.

## Prijzen
Op de koloniale tentoonstelling werden prijzen uitgereikt in verschillende categorieën. Zo won de Surinaamse onderwijzeres Maria Vlier een zilveren medaille voor haar schoolboek ''Geschiedenis van Suriname, voor de hoogste klasse der volksschool''. Vlier had in 1863 het eerste Surinaamse schoolboek ''Beknopte geschiedenis der kolonie Suriname'' geschreven. De tweede druk - waarvoor zij de zilveren medaille won op de tentoonstelling - verscheen met een vernieuwde titel én een geactualiseerde inhoud; in 1863 - waarin de eerste druk verscheen - was immers de slavernij in Suriname afgeschaft.
De Koninklijke Tapijtfabriek, Deventer ontving tijdens de tentoonstelling een erediploma.

## Overblijfselen en effecten
De wereldtentoonstelling, met meer dan een miljoen bezoekers uit de hele wereld, gaf Amsterdam een enorme economische impuls. Het toerisme, vandaag zo belangrijk voor de stad, kwam voor het eerst goed op gang.
Een aantal hotels in Amsterdam werd gebouwd of uitgebreid om te profiteren van de vele bezoekers, waaronder Hotel Americain, het Doelen Hotel en Hotel Krasnapolsky, waar speciaal voor de gelegenheid de chique Wintertuin-serre gebouwd werd en elektrische verlichting aangelegd werd, destijds een noviteit. De wereldtentoonstelling van 1883 was tevens aanleiding tot de bouw van de Parkschouwburg aan de Plantage Parklaan. Dit gebouw heeft van 1882 tot 1911 bestaan.
In 1884 werd op het Museumplein de kleinschaligere Internationale Landbouw-Tentoonstelling georganiseerd. Later zouden nog twee wereldtentoonstellingen volgen: van juni tot en met september 1887 vond de Tentoonstelling van Voedingsmiddelen plaats, in 1895 volgde de Wereldtentoonstelling voor het Hotel- en Reiswezen.
Wat nog in Amsterdam resteert van de Internationale Koloniale en Uitvoerhandel Tentoonstelling is het toegangshek van het Vondelpark aan de Stadhouderskade en een collectie objecten in het Wereldmuseum Amsterdam die in het Nederlandse koloniale paviljoen te zien was geweest. Ook het Ethnographisch Museum Artis kreeg een deel van de objecten die te zien waren op de tentoonstelling. Na opheffing van het museum in 1910 kwam de collectie van de koloniale tentoonstelling terecht in het Koloniaal Museum (Wereldmuseum Amsterdam) in Amsterdam. Het merendeel van de duizenden voorwerpen uit dit paviljoen werd echter geschonken aan het 's Rijks Ethnographisch Museum in Leiden, nu Wereldmuseum Leiden. Enkele overblijvende delen van het Duitse restaurant zijn nu te zien in het Veenkoloniaal Museum in Veendam.
De Binnenhoffontein werd oorspronkelijk op de tentoonstelling getoond als toonbeeld van ambachtelijk kunnen. De fontein - een geschenk van de Haagse burgers in verband met de renovatie van de gevel van de Ridderzaal in 1880 werd gefabriceerd door C.J. Vincent & Co uit Schiedam. Na de tentoonstelling in Amsterdam, werd de fontein in 1885 op het Binnenhof in Den Haag geplaatst.
Een wijnpaviljoen van de Duitse firma Adlon & Todt is overgeplaatst als Chalet Stollenburg naar Berg en Dal en is aangewezen als rijksmonument.
Heineken gebruikt nog steeds het etiket Diplôme d'Honneur op zijn flesjes, een eer die op de wereldtentoonstelling van 1883 aan de bierbrouwer verleend werd.

## Afbeeldingen

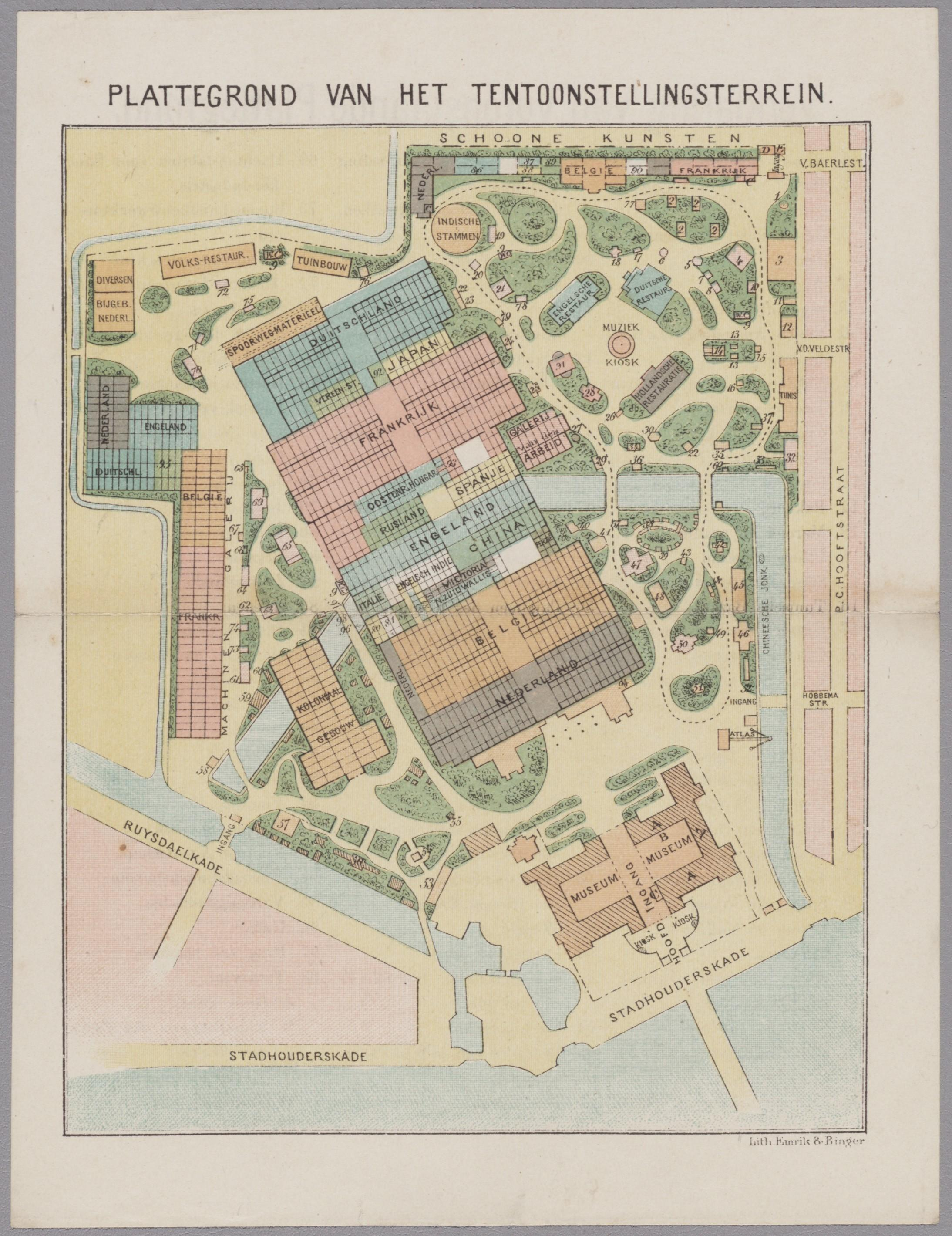
Plattegrond van het tentoonstellingsterrein
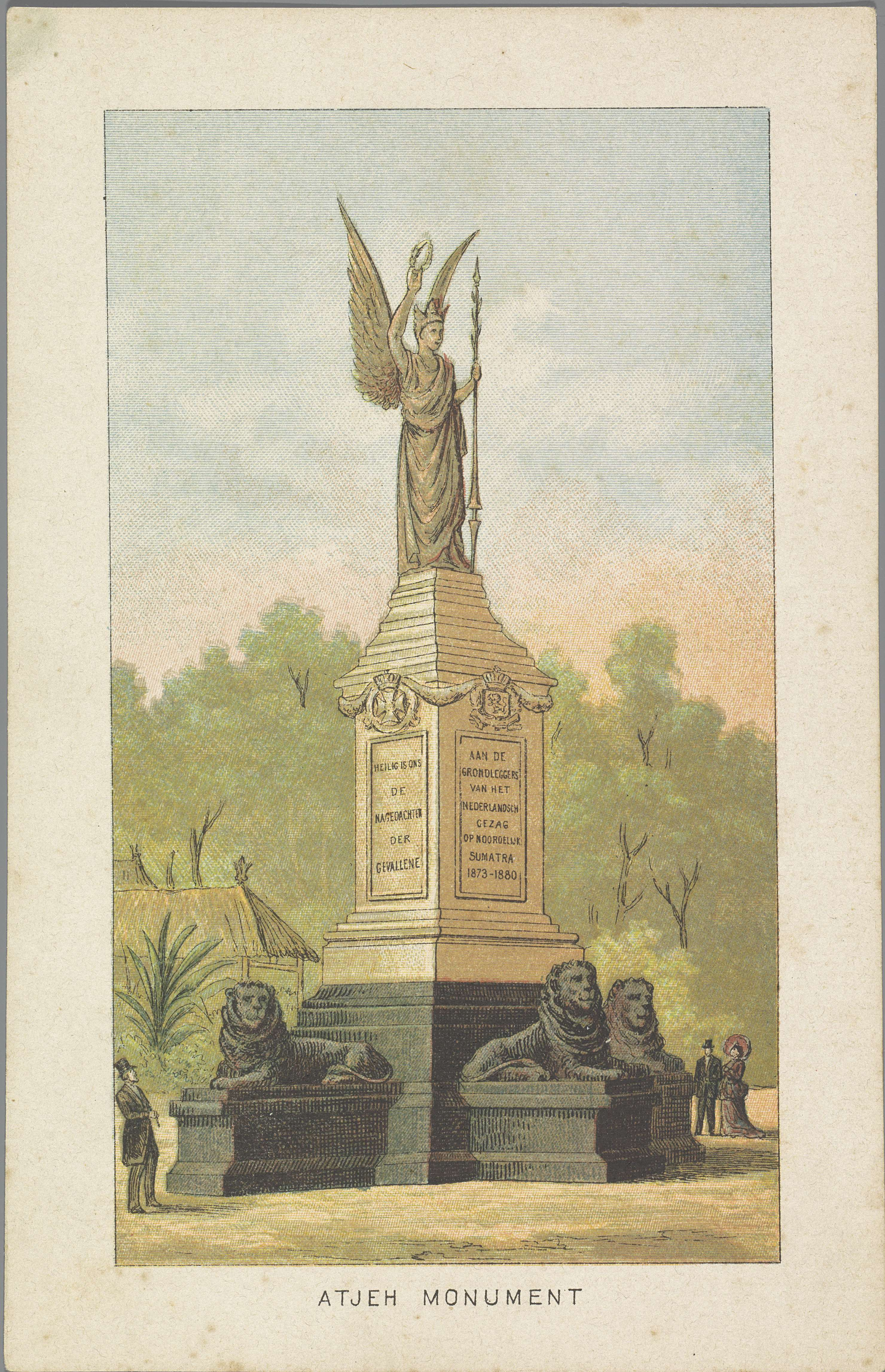
Het Atjeh-monument door Pierre Cuypers met een bronzen Victorie door de beeldhouwer Bart van Hove
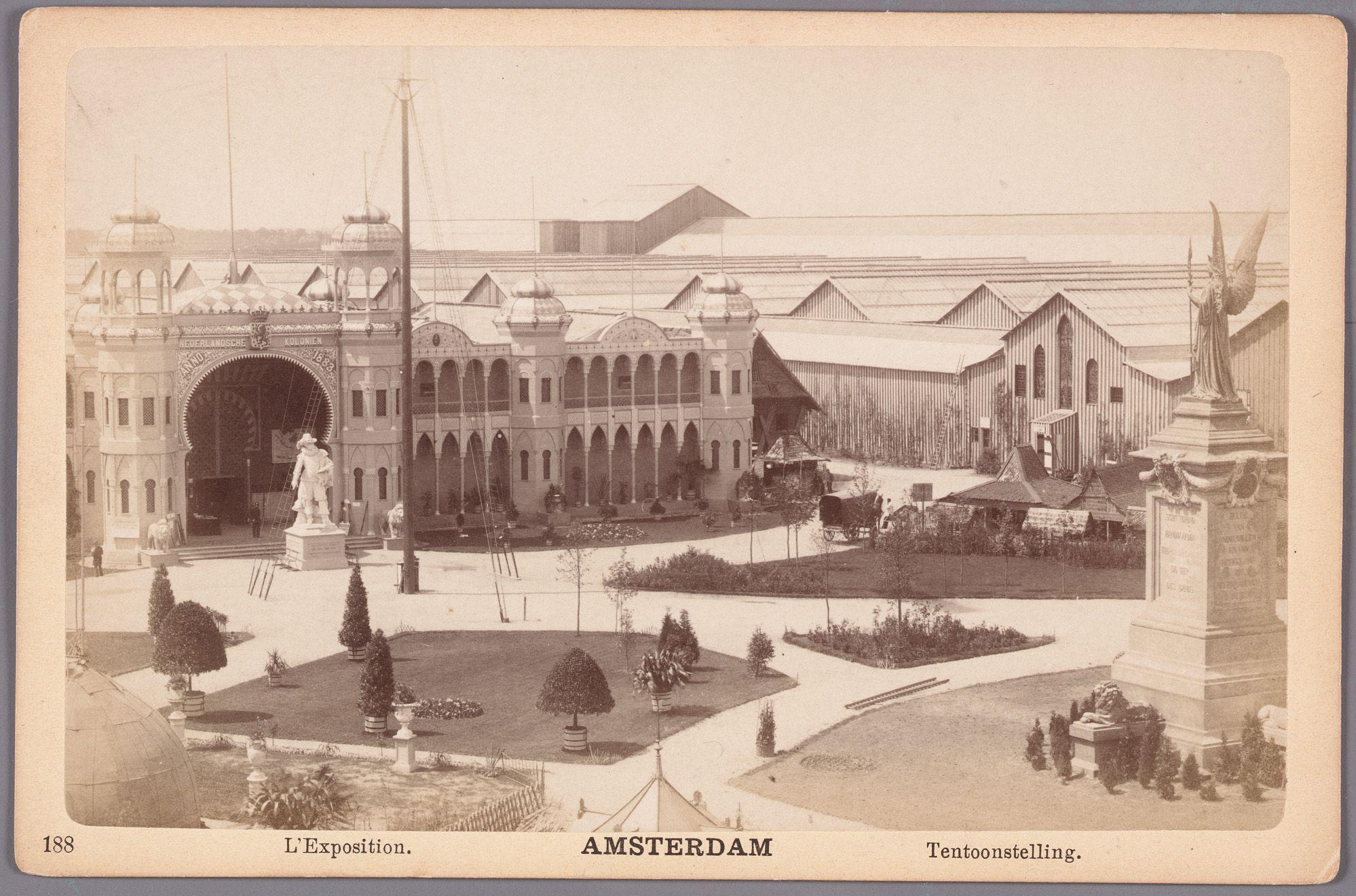
Het Nederlandse koloniale paviljoen met standbeeld van Jan Pieterszoon Coen
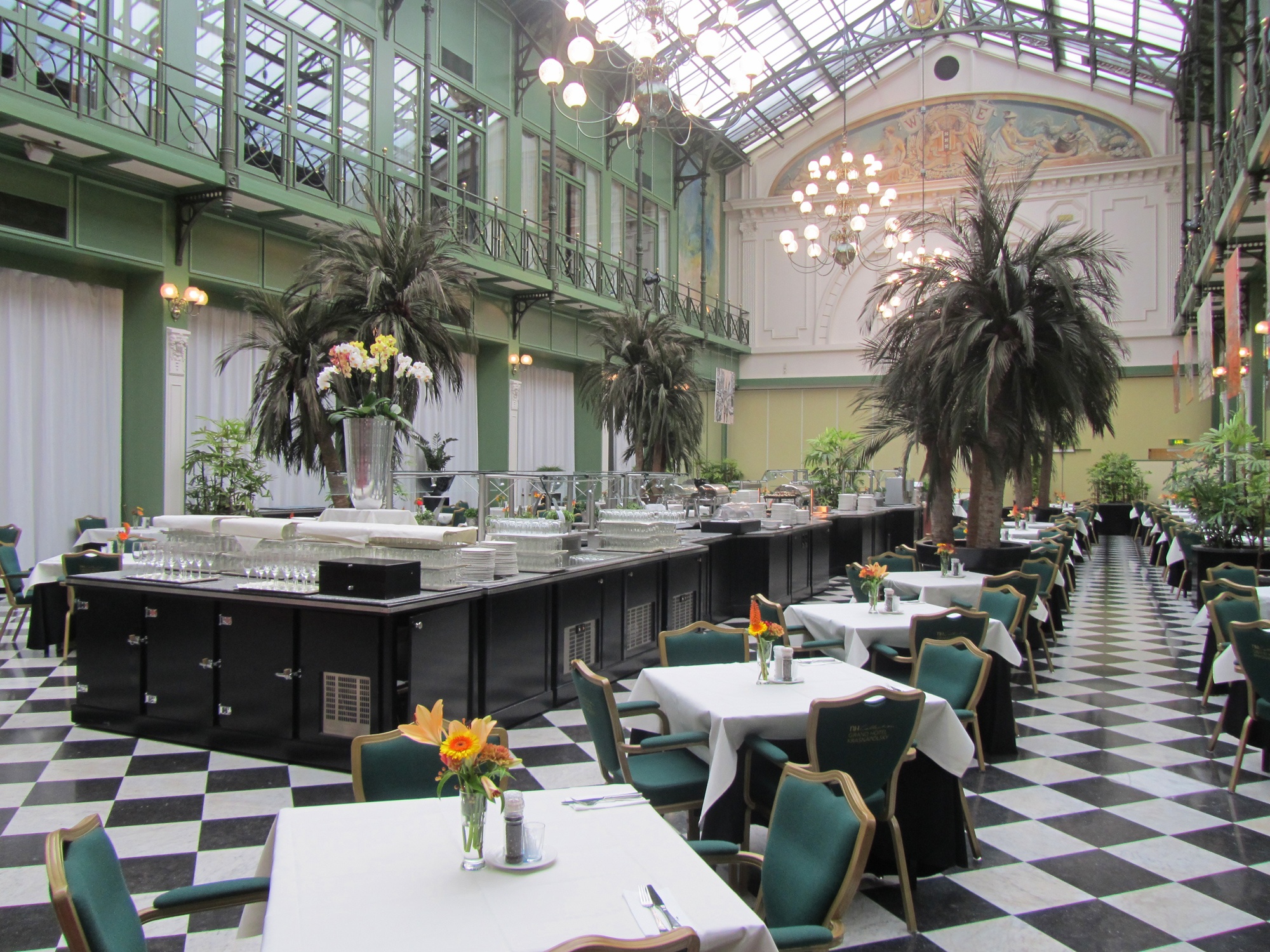
Voor de wereldtentoonstelling werd Hotel Krasnapolsky uitgebreid met 125 kamers en de (hier getoonde) Wintertuin-serre